# Курбалыкуль
Курбалыкуль (Курбалы-Куль) — озеро на левом берегу реки Белой в городе Салавате, недалеко от города Ишимбая. Берега озера заросли деревьями и кустарниками.
Ранее на берегу озера находилась деревня Кызыл Аул, которая вошла в состав города Ишимбая. В связи со строительством очистных сооружений комбината № 18 она была расселена. В 1962 году её территория отошла городу Салавату. Сохранилось мусульманское кладбище.
Дно озера имеет преимущественно глинистые, песчаные, глинисто-песчаные грунты.
Водная растительность представлена сообществами, имеющими двухъярусное строение. Первый, основной ярус образован свободноплавающих плейстофитов: листьями Nuphar lutea и Nymphaea candida, других (Lemna minor, Stratiotes aloides и др.). Второй ярус сложен прикрепленными ко дну (Batrachium circinatum, Potamogeton friesii и др.) и свободноплавающими (Ceratophyllum demersum, Lemna trisulca) гидрофитами. Характерно присутствие отдельных особей прибрежно-водных видов (Butomus umbellatus, Sparganium emersum и др.).
Зона охраны водного объекта относится к зона «ПР» — прибрежным защитным полосам реки и составляет 50 метров.
Озеро доступно городским транспортом г. Салавата — автобусным маршрута 5. Рядом расположен промышленный объект «Кровлестом» г. Ишимбая.